# Tour de l'Algarve 2010
La 36e édition de la course cycliste par étapes Tour de l'Algarve a lieu du 17 au 21 février 2010. La course fait partie de l'UCI Europe Tour 2010, en catégorie 2.1. Alberto Contador remporte pour la deuxième année consécutive la compétition.

## Équipes présentes
[PDF] Liste de départ
| Astana             | Euskaltel-Euskadi  | Caisse d'Épargne      | Cervélo TestTeam             | Vacansoleil      | Barbot-Siper         |
| Omega Pharma-Lotto | Garmin-Transitions | HTC-Columbia          | Xacobeo Galicia              | CC de Loulé      | L.A. Rota dos Móveis |
| Quick Step         | Katusha            | La Française des jeux | Cofidis                      | Palmeiras Resort | AN Post-Sean Kelly   |
| RadioShack         | Rabobank           | Footon-Servetto       | Topsport Vlaanderen-Mercator | Boavista         |                      |

## Classements des étapes
| Étape     | Date       | Villes étapes             | km         | Vainqueur d’étape  | Leader du classement général |
| 1re étape | 17 février | Algarve Stadium-Albufeira | 157,5      | Benoît Vaugrenard  | Benoît Vaugrenard            |
| 2e étape  | 18 février | Sagres-Lagos              | 207,5      | André Greipel      | André Greipel                |
| 3e étape  | 19 février | Castro Marim-Malhão       | 173,7      | Alberto Contador   | Alberto Contador             |
| 4e étape  | 20 février | Cacela-Tavira             | 169,0      | Sébastien Rosseler | Alberto Contador             |
| 5e étape  | 21 février | Lagoa-Portimão            | 17,2 (CLM) | Luis León Sánchez  | Alberto Contador             |

## Classement général final
|    | Cycliste           | Pays       | Équipe            |    | Temps            |
| -- | ------------------ | ---------- | ----------------- | -- | ---------------- |
| 1  | Alberto Contador   | Espagne    | Astana            | en | 19 h 57 min 48 s |
| 2  | Luis León Sánchez  | Espagne    | Caisse d'Épargne  | +  | 30 s             |
| 3  | Tiago Machado      | Portugal   | RadioShack        |    | 32 s             |
| 4  | Levi Leipheimer    | États-Unis | RadioShack        |    | 37 s             |
| 5  | Samuel Sánchez     | Espagne    | Euskaltel-Euskadi |    | 57 s             |
| 6  | Rui Costa          | Portugal   | Caisse d'Épargne  |    | 1 min 11 s       |
| 7  | František Raboň    | Tchéquie   | HTC-Columbia      |    | 1 min 16 s       |
| 8  | Andreas Klöden     | Allemagne  | RadioShack        |    | 1 min 25 s       |
| 9  | Tejay van Garderen | États-Unis | HTC-Columbia      |    | 1 min 33 s       |
| 10 | Peter Velits       | Slovénie   | HTC-Columbia      |    | 1 min 45 s       |

## Les étapes

### 1reétape
|   | Coureur           | Pays      | Équipe                |    | Temps           |
| - | ----------------- | --------- | --------------------- | -- | --------------- |
| 1 | Benoît Vaugrenard | France    | La Française des jeux | en | 4 h 10 min 32 s |
| 2 | Joan Horrach      | Espagne   | Katusha               | +  | 7 s             |
| 3 | André Greipel     | Allemagne | HTC-Columbia          |    | 11 s            |

|   | Coureur           | Pays      | Équipe                |    | Temps           |
| - | ----------------- | --------- | --------------------- | -- | --------------- |
| 1 | Benoît Vaugrenard | France    | La Française des jeux | en | 4 h 10 min 42 s |
| 2 | Joan Horrach      | Espagne   | Katusha               | +  | 3 s             |
| 3 | André Greipel     | Allemagne | HTC-Columbia          |    | 5 s             |

### 2eétape
|   | Coureur          | Pays      | Équipe             |    | Temps           |
| - | ---------------- | --------- | ------------------ | -- | --------------- |
| 1 | André Greipel    | Allemagne | HTC-Columbia       | en | 6 h 06 min 39 s |
| 2 | Jürgen Roelandts | Belgique  | Omega Pharma-Lotto | +  | m.t             |
| 3 | Samuel Sánchez   | Espagne   | Euskaltel-Euskadi  |    | 04 s            |

|   | Coureur           | Pays      | Équipe                |    | Temps            |
| - | ----------------- | --------- | --------------------- | -- | ---------------- |
| 1 | André Greipel     | Allemagne | HTC-Columbia          | en | 10 h 17 min 12 s |
| 2 | Benoît Vaugrenard | France    | La Française des jeux | +  | 05 s             |
| 3 | Jürgen Roelandts  | Belgique  | Omega Pharma-Lotto    |    | 08 s             |

### 3eétape
|   | Coureur          | Pays       | Équipe     |    | Temps           |
| - | ---------------- | ---------- | ---------- | -- | --------------- |
| 1 | Alberto Contador | Espagne    | Astana     | en | 5 h 02 min 55 s |
| 2 | Tiago Machado    | Portugal   | RadioShack | +  | 11 s            |
| 3 | Levi Leipheimer  | États-Unis | RadioShack |    | 22 s            |

|   | Coureur          | Pays       | Équipe     |    | Temps            |
| - | ---------------- | ---------- | ---------- | -- | ---------------- |
| 1 | Alberto Contador | Espagne    | Astana     | en | 15 h 20 min 17 s |
| 2 | Tiago Machado    | Portugal   | RadioShack | +  | 15 s             |
| 3 | Levi Leipheimer  | États-Unis | RadioShack |    | 28 s             |

### 4eétape
|   | Coureur            | Pays     | Équipe             |    | Temps           |
| - | ------------------ | -------- | ------------------ | -- | --------------- |
| 1 | Sébastien Rosseler | Belgique | RadioShack         | en | 4 h 12 min 46 s |
| 2 | Mickaël Delage     | France   | Omega Pharma-Lotto | +  | 20 s            |
| 3 | Imanol Erviti      | Espagne  | Caisse d'Épargne   |    | m.t.            |

|   | Coureur          | Pays       | Équipe     |    | Temps            |
| - | ---------------- | ---------- | ---------- | -- | ---------------- |
| 1 | Alberto Contador | Espagne    | Astana     | en | 19 h 36 min 03 s |
| 2 | Tiago Machado    | Portugal   | RadioShack | +  | 15 s             |
| 3 | Levi Leipheimer  | États-Unis | RadioShack |    | 28 s             |

### 5eétape
|   | Coureur            | Pays     | Équipe           |    | Temps       |
| - | ------------------ | -------- | ---------------- | -- | ----------- |
| 1 | Luis León Sánchez  | Espagne  | Caisse d'Épargne | en | 21 min 32 s |
| 2 | Alberto Contador   | Espagne  | Astana           | +  | 13 s        |
| 3 | Sébastien Rosseler | Belgique | RadioShack       |    | 16 s        |

|   | Coureur           | Pays     | Équipe           |    | Temps            |
| - | ----------------- | -------- | ---------------- | -- | ---------------- |
| 1 | Alberto Contador  | Espagne  | Astana           | en | 19 h 57 min 48 s |
| 2 | Luis León Sánchez | Espagne  | Caisse d'Épargne | +  | 30 s             |
| 3 | Tiago Machado     | Portugal | RadioShack       |    | 32 s             |

## Évolutions des classements
| Étape              | Vainqueur          | Classement général · | Classement de la montagne · | Classement des sprints · | Classement par points · | Classement du meilleur portugais · | Classement par équipes |
| ------------------ | ------------------ | -------------------- | --------------------------- | ------------------------ | ----------------------- | ---------------------------------- | ---------------------- |
| 1                  | Benoît Vaugrenard  | Benoît Vaugrenard    | Jérôme Baugnies             | Hugo Sabido              | Benoît Vaugrenard       | Rui Costa                          | La Française des jeux  |
| 2                  | André Greipel      | André Greipel        | Jérôme Baugnies             | Hugo Sabido              | André Greipel           | Rui Costa                          | HTC-Columbia           |
| 3                  | Alberto Contador   | Alberto Contador     | Jérôme Baugnies             | Thomas De Gendt          | André Greipel           | Tiago Machado                      | RadioShack             |
| 4                  | Sébastien Rosseler | Alberto Contador     | Jérôme Baugnies             | Thomas De Gendt          | André Greipel           | Tiago Machado                      | RadioShack             |
| 5                  | Luis León Sánchez  | Alberto Contador     | Jérôme Baugnies             | Thomas De Gendt          | André Greipel           | Tiago Machado                      | RadioShack             |
| Classements finals | Classements finals | Alberto Contador     | Jérôme Baugnies             | Thomas De Gendt          | André Greipel           | Tiago Machado                      | RadioShack             |